# Нуцелла-камушек
Нуцелла-камушек (лат. Nucella lapillus) — морской брюхоногий моллюск из семейства иглянок.
Вид распространён в северной части Атлантического океана у берегов Европы и Северной Америки.
Заострённая, овальная, продольно-полосатая раковина желтовато-пепельного цвета с бурыми полосами. Длина раковины от 3,5 до 4,5 см. Тело моллюска белого или кремового цвета с белыми пятнами.
Моллюск малоподвижен. Он пробуравливает раковины других моллюсков и высасывает заключающихся в них животных.
Самки откладывают стебельчатые яйцевые капсулы, содержащие в себе яйца. Эти капсулы прикрепляются стебельком к подводным камням. В каждой капсуле заключается 500—600 яиц, из которых развиваются лишь немногие, а прочие служат пищей вылупившимся личинкам.
Продолжительность жизни составляет 6—10 лет. В возрасте 1—2 лет моллюски становятся половозрелыми.
На внутренней стороне епанчи, правее жабры, у моллюска находится так называемая пурпуровая железа, выделяющая красную жидкость, способную окрашивать ткани в пурпур. Прежде полагали, что именно этот моллюск доставлял знаменитый пурпур древних, но исследования Филиппи показали, что это красящее вещество получали от других видов иглянок (Murex brandaris и Murex truncatulus).